# کومانووو (بلغارستان)
کومانووو (به بلغاری: Kumanovo) یک منطقهٔ مسکونی در بلغارستان است که در شهرستان اکساکاوو واقع شده‌است.
 کومانووو   ۳۰۹ متر بالاتر از سطح دریا واقع شده‌است.